# Girl (roman)
Pour les articles homonymes, voir Girl.
Girl (Girl) est un roman, en anglais, de l'écrivaine irlandaise Edna O'Brien, publié en septembre 2019 à Londres par Faber and Faber et publié en français par Sabine Wespieser éditeur en septembre 2019

## Contexte d'écriture
Le roman se présente comme le récit autobiographique d'une jeune fille, Maryam, arrachée avec beaucoup d'autres de son village du Nigeria et de son enfance, par une troupe de djihadistes (la Secte, les Chiens), et obligée de vivre dans un campement beaucoup trop longtemps. La double référence à Charles Dickens signifie le message et l'intention : donner la parole à qui ne l'a pas, permettre que le récit tragique et vraisemblable d'une personne anonyme atteigne un vaste public, d'abord occidental. Le personnage principal, jeune mère de 14 ou 15 ans, souffre entre autres de troubles de stress post-traumatique, avec perte de repères, crises, etc, et du rejet de sa communauté. L'auteur, âgée de plus de 85 ans, reconnaît dans la partie Remerciements (p. 247) avoir travaillé trois ans, en 2016-2018, à se documenter, avec beaucoup de rencontres sur le terrain, au Nigeria (Abuja, Jos, peut-être Yola et Damboa, etc).

## Résumé
Le Nigeria doit être débarrassé des infidèles et des mécréants (p. 23) et des anges vous attendent, l'ange Gabriel, l'ange Azraël, l'ange Michaël (p. 22), c'est ce que peuvent retenir les jeunes filles enlevées du discours du chef du commando. La réalité est séquestration, esclavage sexuel, travail quotidien imposé (dont la cuisine, pour Maryam), apprentissage forcé des prières, et des bons comportements. Parmi les comportements observés et subis : viande stockée dans les arbres, bouteilles de sang de nourrisson, viol assisté (le canon de l'arme qui m'écrase le nez), toilette dans les marais, vente des plus belles jeunes filles à de riches Arabes, lapidation en fosse de femme choisie de l'émir, consommation de placenta... Esclaves et otages, elles sont comme des somnambules.
Le mariage contraint à Mahmoud, combattant, borgne (par un jet de pierre dans l'enfance dans son village), doux, humain, est un soulagement : je ne l'aimais pas, mais je ne souhaitais pas sa mort (p. 63). Au retour d'une opération, sa jambe brisée, mutilée, le rend impropre au combat. Maryam accouche, avec l'aide de Rachida, d'une petite fille, qu'elle nomme Babby, et qui n'est pas appréciée par les guerriers. 
Dès la première attaque aérienne contre le camp, Maryam fuit avec Babby, et Buki : forêt, camp militaire abandonné, tornade de sable, drone, cahute abandonnée et dévastée, survie, récit de Buki, morsure de serpent et mort de Buki, sauvetage par trois femmes. Elle est amenée à leur campement, vide d'hommes. Deux chasseurs ramènent antilope, lièvre's, lapins, singe, œufs, mais le jeune chasseur ne veut pas exiger de récompense sexuelle : la folle est abîmée et pleine de cicatrices. Madara, la femme qui l'a accompagnée et soignée dans son délire, raconte sa vie. Au retour du bétail et des hommes, c'est la fête, avec musique et danse. Mais les anciens décident de la renvoyer, pour éviter que les djihadistes ne détruisent le campement, le bétail, les gens. Et le frère de Madara les emmène loin en vélo, à proximité du premier poste militaire gouvernemental.
Là, les deux jeunes soldats sont paniqués d'une possible action kamikaze. Leur commandant l'interroge à nouveau, la nourrit, se confie, et finit par admettre ses déclarations : les bergers m'ont trouvée. Ils m'ont sauvée. Rapidement, la hiérarchie avertie envoie chercher en voiture avec une policière, et amener en ville la survivante, pour les soins indispensables, les médias (rien de négatif), la présidence, la famille... Rebeka prophétise : ils te rejetteront. Ils te flanqueront dehors (p. 161). La femme du bush, l'épouse du djihadiste refuse de la croire. Mère et cousines sont révulsées quand on leur montre Babby. Le père est mort de chagrin, Youssouf a été abattu à la machette, l'Oncle se révèle tyrannique, et la Tante est chargée d'éliminer l'enfant du crime, du sang impur, la malédiction (une fois le clan entier réuni)...  Elle est traitée comme une lépreuse. Même la sorcière est impuissante devant sa rage, ses crises. 
L'intervention des religieux chrétiens permet une sortie. Le pasteur Reuben ose la toucher, la conseiller. Sœur Angelina (avec les autres sœurs) lui fournit les bonnes informations, l'accueille au couvent, en maison d'hôte puis en chambre, puis en village au loin, avec Babby.

## Personnages secondaires
- Rebeka, qui saute du camion au début, et retrouve Maryam en ville à son retour
- Buki (Bukola), amicale, distante, compagne de camp et de fuite, mordue par un serpent
- Autres jeunes filles enlevées : Faith, Fatim, Hadja
- Seul jeune garçon enlevé nommé : John-John
- Mahmoud, combattant djihadiste, fils d'Onome (sa mère), époux de Maryam, père de Babby, humain, éborgné, puis amputé d'une jambe
- Madara, femme du campement de femmes d'éleveurs
- le commandant du poste militaire, qui cite Charles Dickens
- la mère, le père, l'Oncle, la tante (Tatie)
- Youssouf, le jeune homme auquel elle rêve, mort après un recrutement par les Jas Boys
- Chumi, amie de sa mère, qui lui propose de faire couturière
- Abigaïl, amie d'enfance
- dans le taxi-brousse, l'Anglais, le vieux Esaü
- le pasteur Reuben
- le vieux Daran
- les sœurs Angelina, Christiana, Rosario...

## Accueil
Le lectorat francophone apprécie ce roman furieux et bouleversant, sidérant : Un long hurlement dans les ténèbres. Un cri qui vous glace et vous poursuit. La survivante  : "J’étais une fille autrefois, c’est fini" : La voix de son personnage Maryam pouvait la réveiller la nuit et son texte agir comme une récitation un peu folle, intérieure, obsédante.
Une comparaison évidente s'établit avec un autre roman d'enfant noir africain pris dans une (autre) guerre civile, Petit Pays (2016).

## Récompenses et distinctions
- Prix Femina étranger : Prix spécial Femina étranger 2019[3]